# タパ

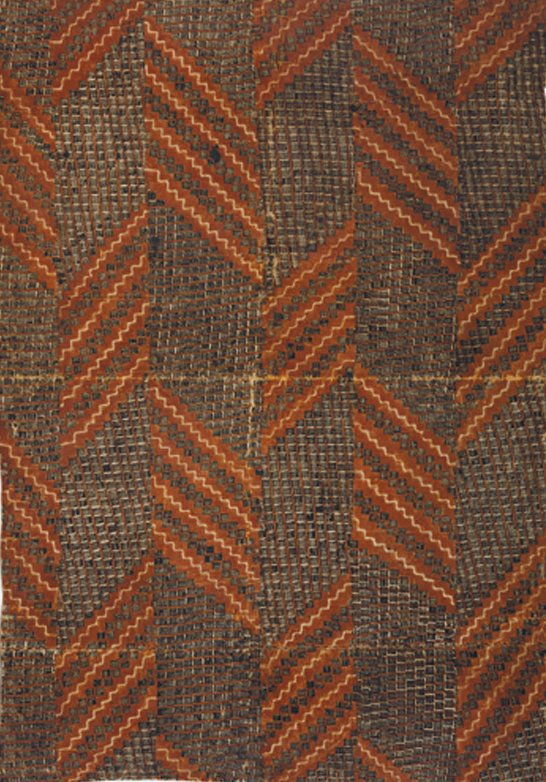
18世紀ハワイのタパ（カパ）

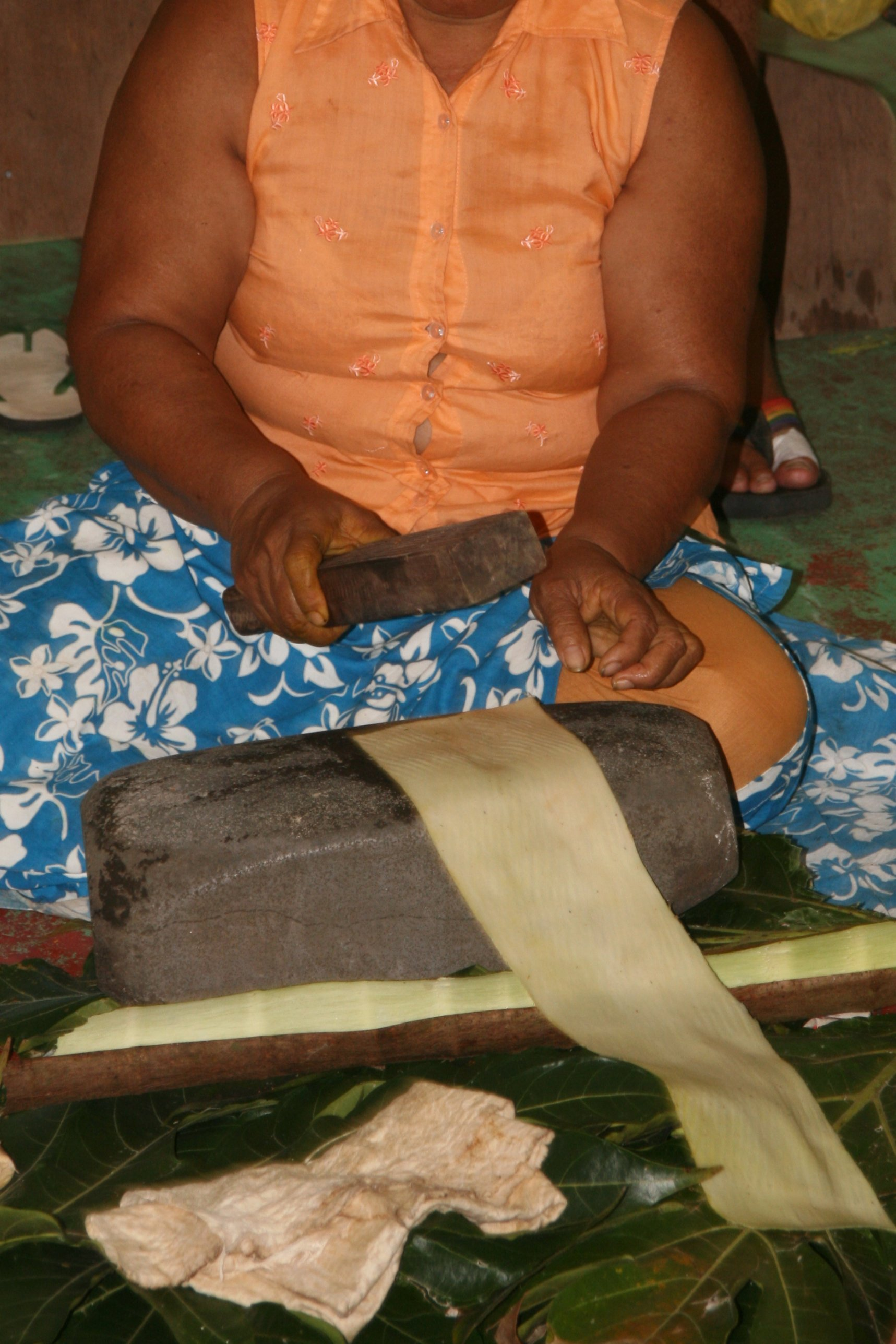
タパ打ち

タパ (タヒチ語 tapa) は、オセアニアのポリネシア、メラネシア、ミクロネシアで伝統的に作られる、樹皮布（樹皮でできた布）である。織る工程がないので、不織布に分類される。
樹皮服は一般に「タパ」と呼ばれるが、狭義にはタヒチ島近傍のマンガレヴァ島での呼称であり、地域によって様々な呼び名がある。カパ（ハワイ語 kapa）、ンガトゥ（トンガ語 ngatu）、マシ（フィジー語 masi）、シアポ（サモア語 siapo）、タパ布とも称される。

## 原料・起源
原料には、クワ科のカジノキ、パンノキ、イチジクなどが使われるが、カジノキが主である。カジノキは移民の栽培に伴い、ポリネシア全域に広がった。
タパは制作道具を含めて植物性で劣化しやすいことから考古資料に乏しく、その起源を断定することは難しいが、ペルーで発見されたタパの断片はおよそ紀元前4000年前のものと言われている。日本の正倉院には木綿（ゆふ）と呼ばれるタパが伝存しており、幣帛として用いられていたと見られている。

## 製法
フィジーやポリネシアのタパは、おおむね以下のような工程で作られる。
1. 樹から樹皮を剥ぐ。
2. 水に晒して柔らかくする。
3. やすりで表面を削り取る。タパに使うのは内皮である。
4. 棒で叩いて延ばす。（タパ打ち）
5. 天日で乾燥させる。
6. 大きいものを作るなら糊でつなぎ合わせる。
7. 乾燥させる。
8. 型染めなどによって染色を施す。

ニューギニアなど、メラネシアのタパは接合することがなく、1本の樹皮から1枚のタパを作る。また、彩色は氏族に伝わるモチーフや模様を手描きによって施文する。

## ギャラリー

タパクロスの例
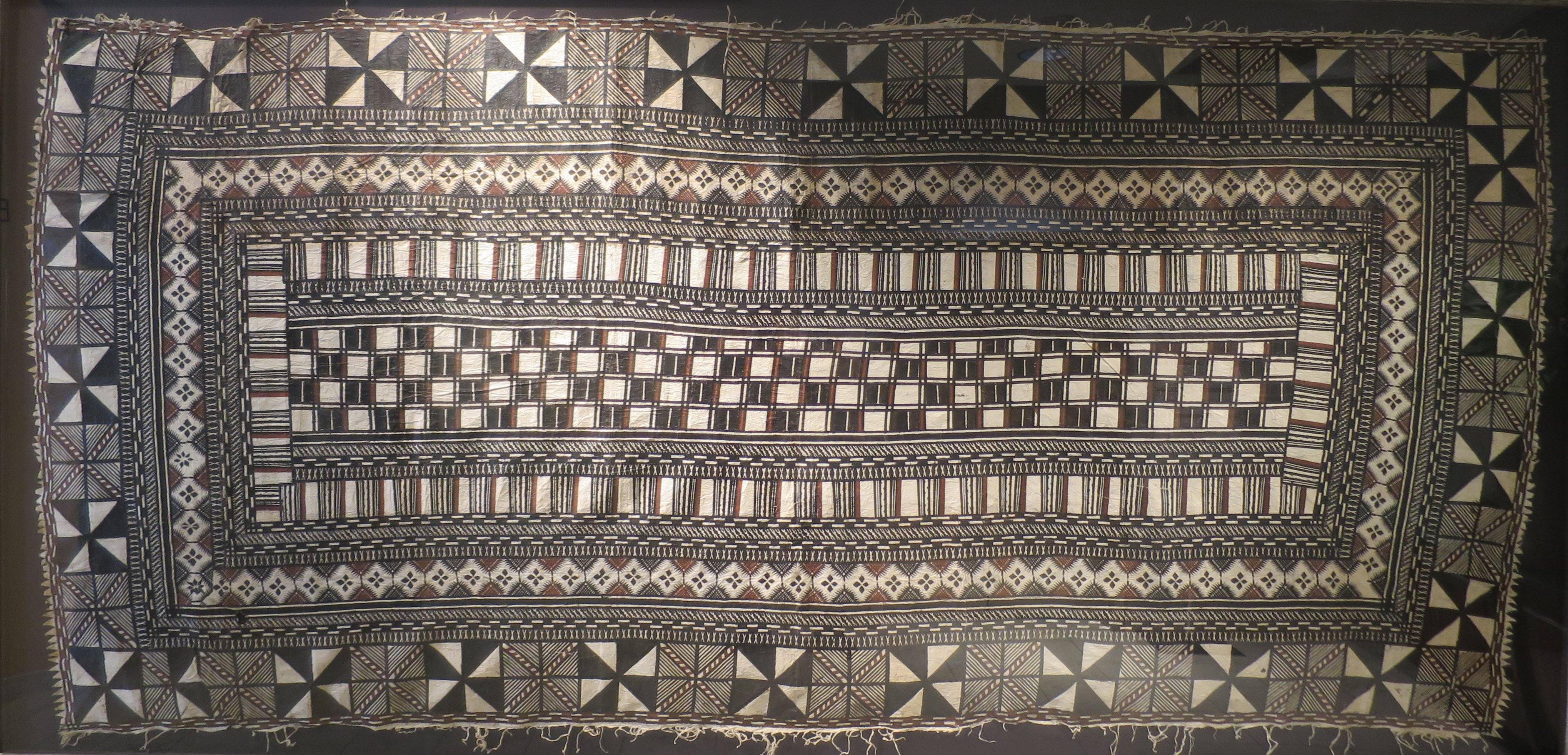
フィジー王室のMasi（19世紀）
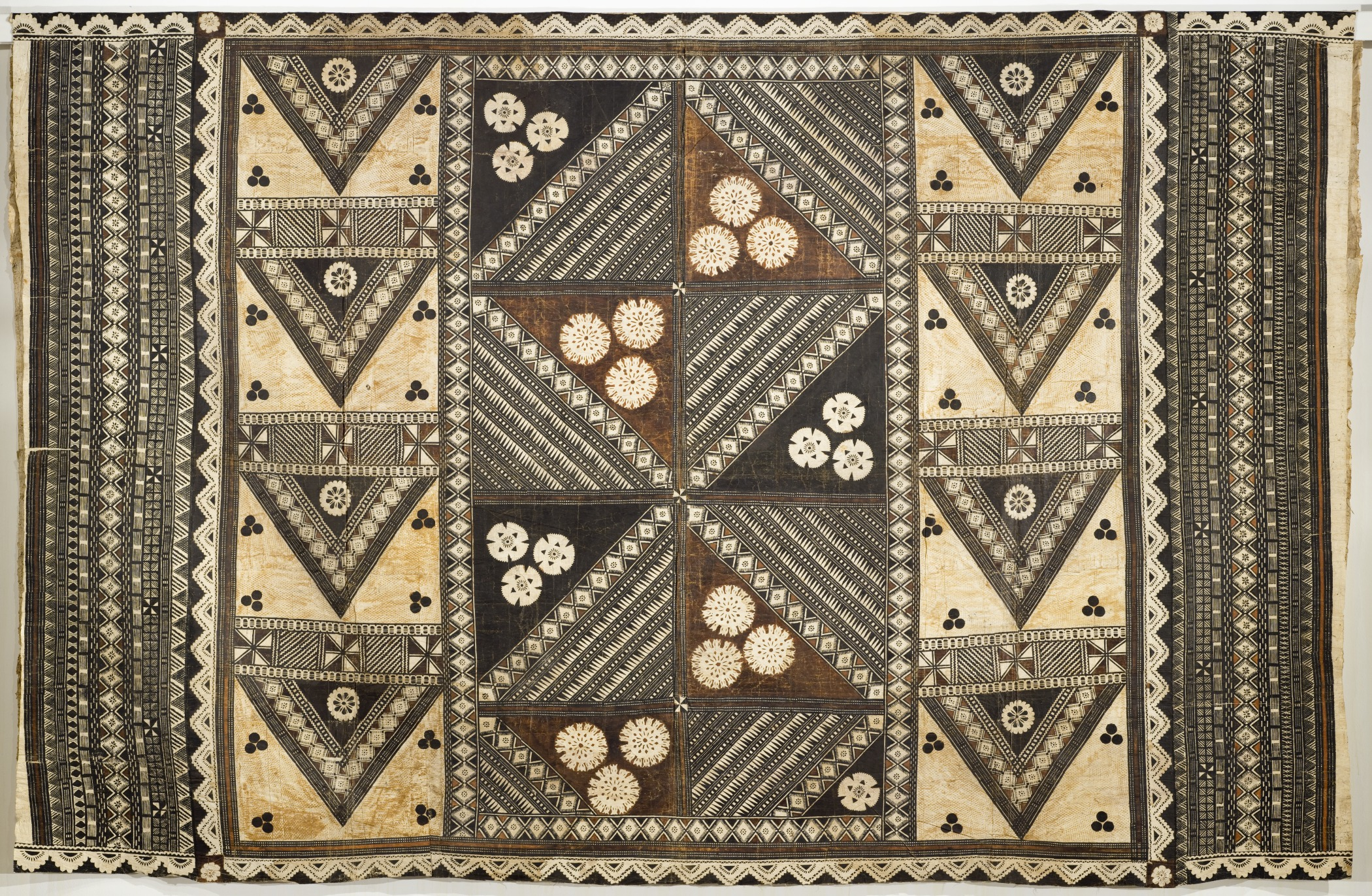
フィジーの婚礼衣装（19世紀）
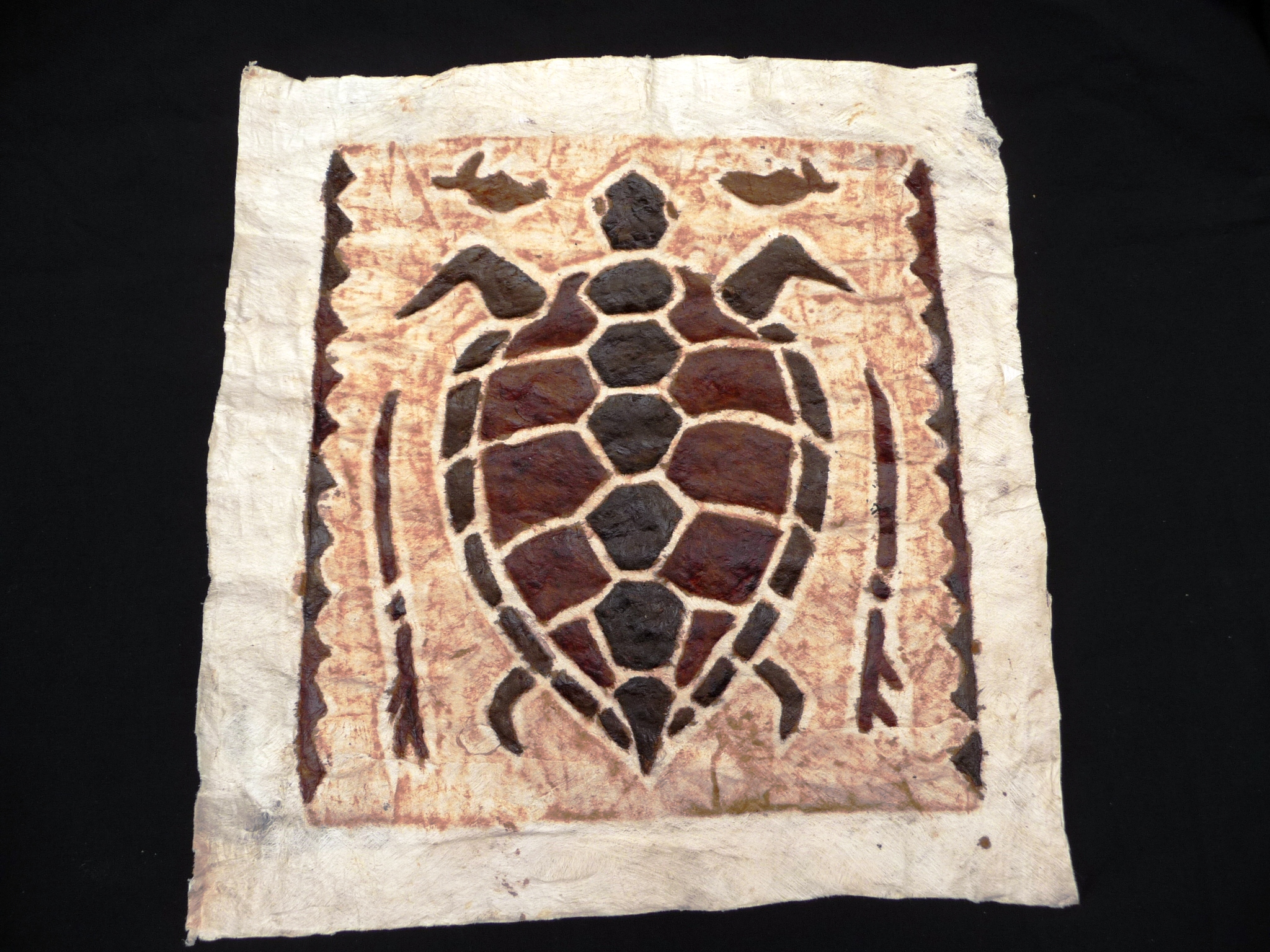
パプアニューギニアのngatu
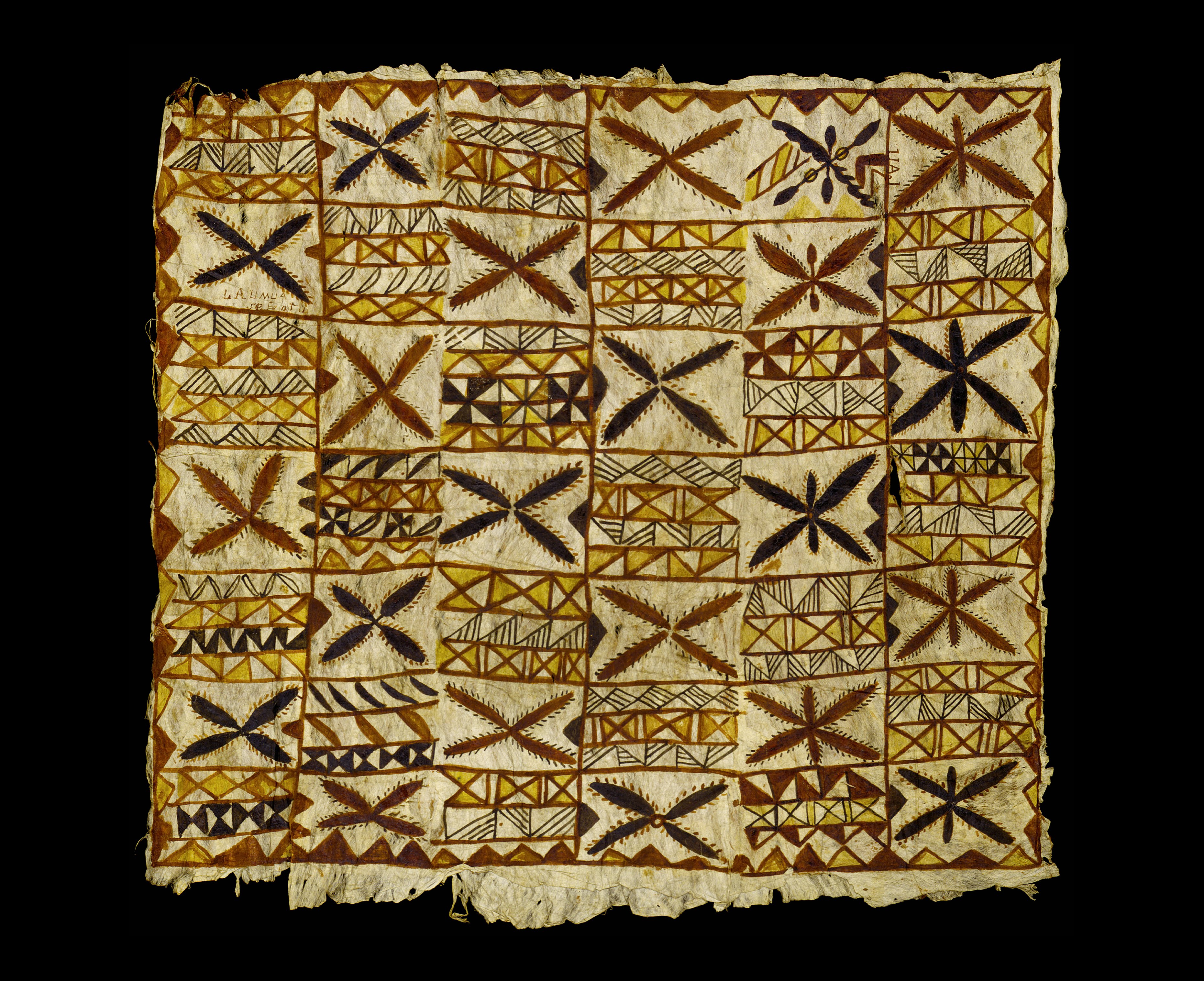
サモアのSiapo（1890年代）
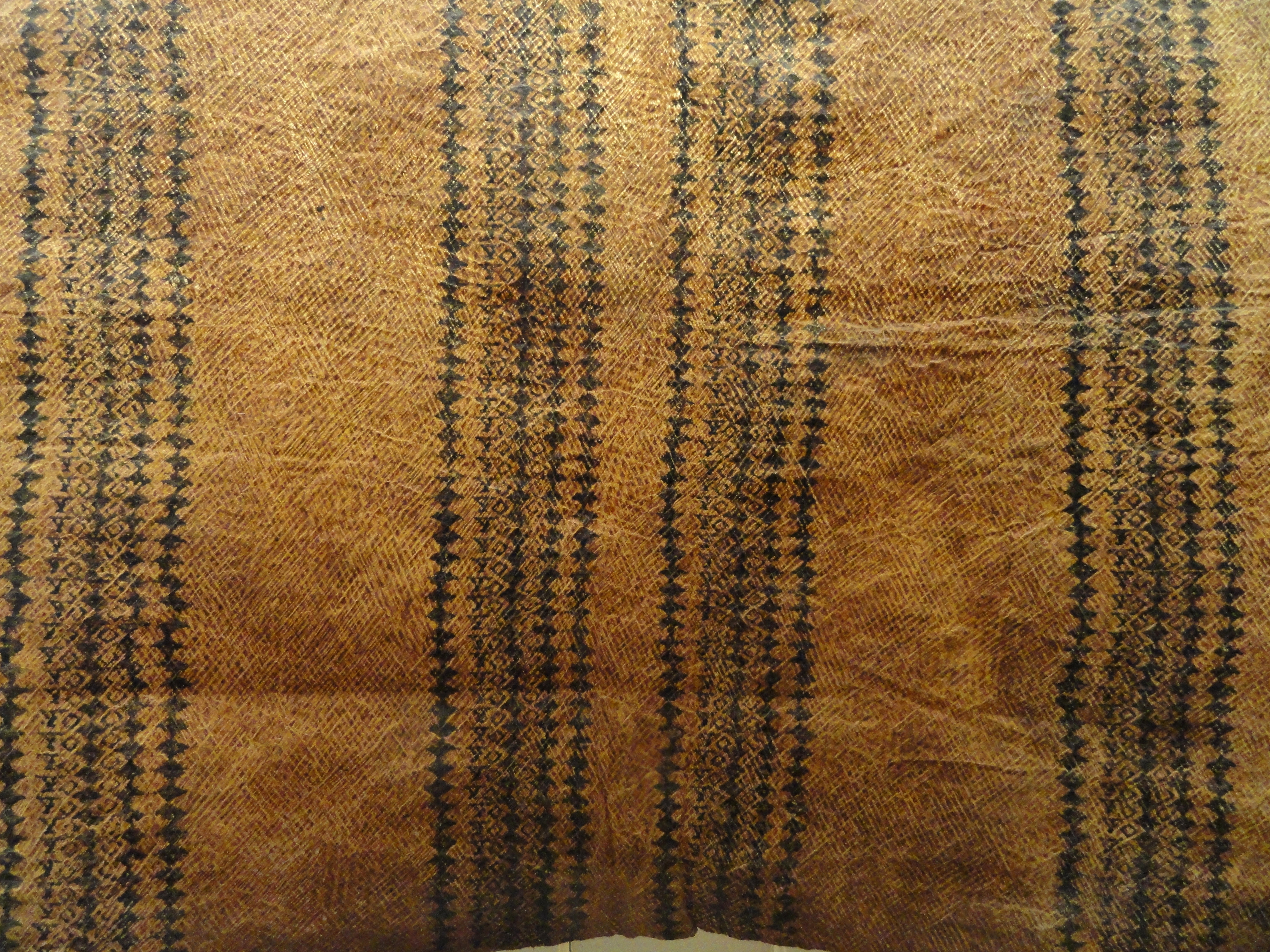
ハワイのKapa（1890年代以前に収集）